# Hackmaschine
Eine Hackmaschine (auch Schuffelmaschine oder Maishacke genannt) wird im Ackerbau zur mechanischen Unkrautbekämpfung in Reihenkulturen eingesetzt.
Meistens werden die Reihenzwischenräume mit Hilfe von Gänsefußscharen bearbeitet. Scheibenschare dienen dem Zuhäufeln von Unkraut, das in den Reihen wächst. Moderne Hackmaschinen können der Reihenkultur kameragesteuert folgen.
Als Hackfrucht bezeichnet man Kulturpflanzen, die während des Wachstums mehrmaliges Bearbeiten durch Behacken des Bodens benötigen, um das Wachstum von Unkräutern zu begrenzen. Dazu zählen Kartoffeln, Zuckerrüben, Futterrüben, Feldgemüse und Mais. 
Im Rübenanbau hat die Hackmaschine ihre Bedeutung aufgrund der wirkungssicheren chemischen Maßnahmen verloren. Hingegen ist die Hackmaschine im Maisanbau sehr verbreitet und wird daher auch Maishackmaschine genannt. Vereinzelt können Hackmaschinen auch zur Pflanzung genutzt werden, etwa für Miscanthus. Da Miscanthus im 1. Jahr konkurrenzschwach ist, bedarf es der Unkrautbekämpfung durch Striegeln oder vorsichtiges Hacken mit Maishackgeräten.
Der Hackstriegel ist ein der Egge ähnelndes, landwirtschaftliches Arbeitsgerät, welches zur mechanischen Unkrautbekämpfung eingesetzt wird. 

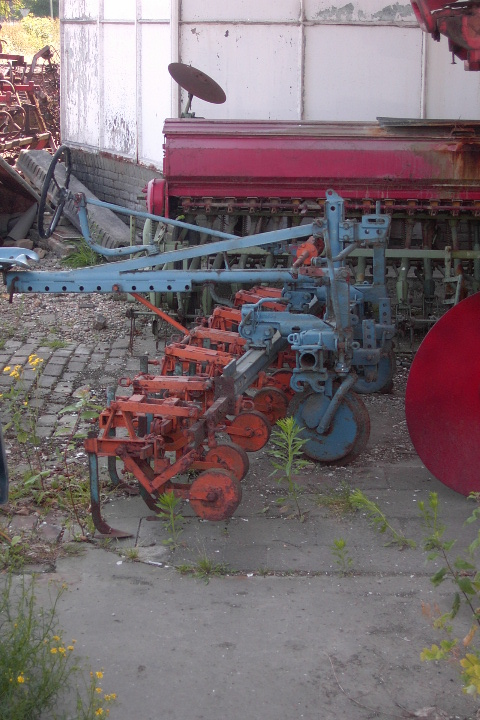
Ältere Hackmaschine mit Lenkung; auf dem Sitz hinten lenkt eine zweite Person die Hackmaschine, während jemand den Traktor durch die Reihen steuert
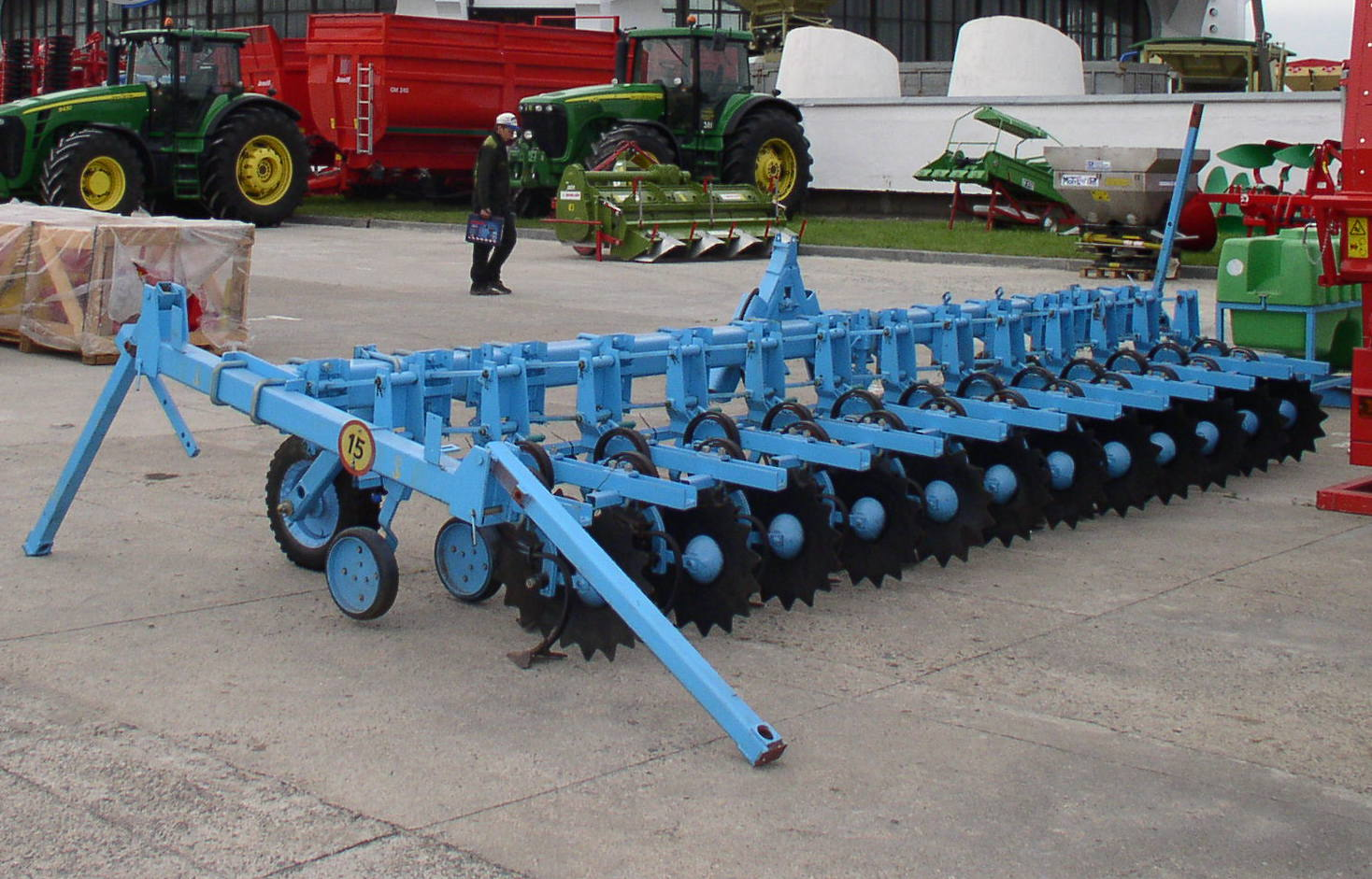
Moderne Hackmaschine